# ドイナ・ロタル
ドイナ・ロタル（Doina Rotaru、1951年9月14日 - ）は、ルーマニアの作曲家で、管弦楽と室内楽作品で知られている。

## 経歴
ドイナ・マリレナ・ロタルはブカレストに生まれ、1970年から1975年までブカレスト国立音楽大学でティベリウ・オラフ等に師事した。1991年から引き続きアムステルダムで、テオ・ローベンディに師事した。1991年には国立音楽大学で和声、対位法、作曲の教授の地位を得、ドイツのダルムシュタットやアムステルダムのゴーディアムス財団作曲家ワークショップでも客員教授として教えた。彼女はヨーロッパ、アジア、そしてアメリカからも委嘱を受け演奏されている。彼女はルーマニア作曲家連盟の会員である。ルーマニア女性作曲家グループの会長も務めた。
ロタルは学業を終えてすぐに、ルーマニアでもっともよく演奏される作曲家の一人となった。彼女の室内楽作品は1984年にダルムシュタットで、1985年にはワルシャワとエディンバラの音楽祭で、その後の4年間にはブレーメン、サンクトペテルブルク、ベルリン、そして広島で演奏された。
1986年、ロタルはリヴィウ・コムスと共に、ヨハン・セバスティアン・バッハとジョヴァンニ・ダ・パレストリーナの対位法技法についての論文をEditura Muzicala誌に発表した。
2001年9月9日サントリーホールにて、サントリーホール国際作曲委嘱シリーズNo.25として、ドイナ・ロタルの『交響曲第3番』（委嘱作品）他が演奏された。これに先立つ9月7日には、ロタルの講演会も開催された。
2008年2月24日、東京オペラシティ・リサイタルホールに於ける井上郷子リサイタル#17は、ドイナ・ロタルおよび娘のディアナ・ロタルの作品展として開催され、委嘱作品を含むピアノ曲が演奏された 。

## 受賞
- ルーマニア作曲家連盟の賞を7回 (1981年, 1986年, 1989年, 1990年, 1994年, 1997年, 2001年)[1]
- ルーマニア芸術科学アカデミーの賞 (1986年)[1]
- マンハイムでのGEDOK（独墺女性芸術家協会）コンクール第1位 (1994年, 交響曲第2番に対して)[1]

## 主な作品
ロタルは管弦楽と室内楽のほかに、声楽および器楽作品も作曲している。主な作品は次の通り。
- クラリネット協奏曲, 1984
- 交響曲第1番, 1985
- クラリネットと管弦楽のためのMétabole II, 2001
- チェロソナタ, 1978
- 弦楽四重奏曲第1番, 1981
- メゾソプラノ、フルート、ピアノのためのトリオ, 1999
- けしの十字路、ピアノのための, 1980[6][7]
- ピアノのためのソナチネ, 1981[8]

ロタルの作品は数多く録音されている。
- 交響曲第2番. Ludovic Bács/Radio Bucharest Orchestra (Editura Muzicala: EM 007)
- Over time. 岩本由和, 尺八; ピエール＝イヴ・アルトー（英語版）, バスフルート (Editura Muzicala: EM 1002)
- Concerto, ‘Seven Levels to the Sky’. Daniel Kientzy, saxophones; Emil Simon/Cluj-Napoca Philharmonic (Nova Musica: NMCD 5105)